# Crisis de Kosovo del Norte (2022-presente)
La crisis de Kosovo del Norte (serbio: Српско-косовска криза, albanés: Kriza serbo-kosovare) es un agravamiento de la situación entre Serbia y Kosovo, debido formalmente a la expiración el 1 de agosto de 2022 del período de validez de once años de los documentos para automóviles con placa de la antigua República yugoslava de Serbia.
Tras el anuncio de Kosovo de que los ciudadanos serbios que entren en Kosovo recibirán documentos de entrada y salida, el 31 de julio de 2022 se crearon varias barricadas en Kosovo del Norte, pero se retiraron dos días después, después de que Kosovo anunciara que aplazaría la prohibición de las matrículas expedidas por Serbia. En agosto de 2022 se llevaron a cabo negociaciones infructuosas sobre las matrículas, aunque se resolvió la disputa del documento de identidad. Una propuesta de acuerdo, bautizada por los medios de comunicación como la "propuesta germano-francesa", sería la base de las consultas que comenzarán en enero de 2023.
Albin Kurti se negó a posponer la fecha límite para las matrículas y, en cambio, anunció una implementación gradual que se extendería desde noviembre de 2022 hasta abril de 2023. Antes de que esto comenzara, varios oficiales de policía, alcaldes, jueces y miembros del parlamento serbios de Kosovo renunciaron a las instituciones gubernamentales. Kosovo y Serbia volvieron a negociar en noviembre de 2022 y el 23 de noviembre de 2022 llegaron a un acuerdo en el que se establecía que las matrículas emitidas por Serbia seguirían utilizándose en Kosovo del Norte.
El 14 de diciembre de 2022, Kosovo firmó formalmente una solicitud para solicitar la condición de candidato a la adhesión a la Unión Europea, y su inminente firma dio lugar a la instalación de una serie de barricadas en Kosovo Septentrional el 10 de diciembre; fueron desmantelados el 30 de diciembre. En Serbia, grupos de extrema derecha organizaron protestas en apoyo de los serbios de Kosovo. En diciembre de 2022, Serbia presentó una solicitud a la Fuerza de Kosovo para el despliegue de hasta 1.000 efectivos militares y policiales serbios en Kosovo, que acabó siendo rechazada en enero de 2023.

## Antecedentes
El 22 de septiembre de 1991 se proclamó el establecimiento de la República independiente de Kosovo. El 22 de octubre de 1991, Albania reconoció la independencia de la República de Kosovo. En 2008, el parlamento de Kosovo declaró la independencia de Serbia, que no la reconoció, considerando que Kosovo forma parte de ella bajo el nombre de Provincia Autónoma de Kosovo y Metojia.
En 2011, se concluyó un acuerdo entre Serbia y Kosovo sobre el uso de documentos neutrales y placas de matrícula por parte de los norteños de Kosovo, que expira el 1 de agosto de 2022. Después de eso, los ciudadanos serbios que ingresen al territorio de la república recibirían documentos temporales de Kosovo al cruzar la frontera, y los serbios no serían válidos.
Serbia no reconoce la independencia de Kosovo y no considera posible que Kosovo establezca normas para la matriculación de automóviles. En la Unión Europea, casi todos los países reconocen a Kosovo Actualmente Kosovo es reconocido como Estado soberano por 98 de los 193 miembros de Naciones Unidas. Serbia, Rusia, China, España y la mayor parte de los países de América, Asia y África no aceptan la declaración unilateral de independencia, ni reconocen a la República de Kosovo como Estado soberano. La comunidad internacional se encuentra dividida entre los países que han reconocido oficialmente la independencia de Kosovo, los que se niegan a reconocerla y los que han declarado su neutralidad o su esperanza de una evolución de los acontecimientos, acordada por las partes. El primer ministro de Kosovo, Albin Kurti, dijo que la república solicitaría su ingreso en la Unión Europea a finales de 2022.

## Crisis

### Julio
El 31 de julio, el ejército serbio se puso en alerta máxima y los civiles comenzaron a construir barricadas. Las fuerzas de Kosovo dirigidas por la OTAN enviaron tropas para patrullar las calles. Al mismo tiempo, las fuerzas especiales de Kosovo cerraron la frontera. El ministro de Relaciones Exteriores de Serbia, Nikola Selaković, dijo que Kosovo está "literalmente preparando un infierno en los próximos días" para los serbios que viven en Kosovo. Un miembro del Partido Progresista Serbio, Vladimir Đukanović, afirmó que era necesario “desnazificar los Balcanes”. Según el periódico serbio Danas, en el norte de la República de Kosovo, parcialmente reconocida, se activaron sirenas antiaéreas (en los asentamientos: Kosovska Mitrovica, Zubin Potok y Metojia).
El Ministerio de Defensa serbio declaró: “Debido a la gran cantidad de información errónea que la administración de Pristina transmite deliberadamente y que se distribuye a través de cuentas falsas de redes sociales y sitios web individuales, que indican que supuestamente hubo algunos enfrentamientos entre el ejército serbio y el so -llamada policía de Kosovo, el Ministerio de Defensa informa que el ejército serbio no cruzó la línea administrativa y de ninguna manera entró en el territorio de Kosovo y Metojia”. El presidente serbio, Aleksandar Vučić, señaló que su país "nunca ha estado en una situación más difícil [sobre Kosovo] que la actual".
Según datos preliminares, hubo disparos de armas automáticas cerca de la ciudad serbia de Novi Pazar. Serbia anunció los primeros heridos en el puesto de control de Yarinja, pero Kosovo desmintió esta información.
El Ministerio de Relaciones Exteriores de Ucrania declaró que no recomendaba a los ciudadanos de Ucrania visitar Serbia.

### Agosto
La policía de Kosovo informó de que una de sus patrullas fue atacada con fuego el 6 de agosto cerca de la frontera.Los partidos políticos de oposición en Kosovo acusaron a Kurti de "asustar a los inversores sobre un posible nuevo conflicto con Serbia"; Kurti negó las acusaciones y en su lugar culpó a Rusia y Vladímir Putin, acusándolos de difundir desinformación.  En una conferencia de prensa conjunta y negociaciones con Kurti y Vučić, Jens Stoltenberg, el secretario general de la OTAN, declaró que "la OTAN insta a la moderación, pero está dispuesta a intervenir si es necesario".  Un día después, Borrell se reunió con Kurti y Vučić; Borrell declaró que la reunión terminó sin un acuerdo, pero que las conversaciones también se reanudarían en los días siguientes.  El 19 de agosto, la OTAN desplegó más fuerzas de la KFOR en el norte de Kosovo con fines de mantenimiento de la paz.Además, Vučić declaró que las fuerzas de la KFOR deberían "hacer su trabajo" y prometió "defender a los serbios de Kosovo si la OTAN no lo hacía".

### Octubre
A principios de octubre, Kosovo y Serbia confirmaron la existencia del acuerdo propuesto. Vučić declaró que según el acuerdo propuesto, Kosovo recibiría la membresía en las Naciones Unidas, mientras que Serbia a cambio recibiría una adhesión acelerada a la Unión Europea. Radio Free Europe cuestionó esta afirmación y, en cambio, afirmó que el acuerdo incluye "el desarrollo de buenas relaciones sobre la base de la igualdad de derechos, el reconocimiento de los símbolos nacionales, arreglos especiales para la comunidad serbia y la Iglesia ortodoxa serbia en Kosovo, profundizando la cooperación en todos los niveles, un acuerdo sobre todos los acuerdos anteriores y que Serbia no se opondrá a la pertenencia de Kosovo a ninguna organización internacional".
Gabriel Escobar, enviado especial del Departamento de Estado de EE. UU para los Balcanes, declaró el 20 de octubre que Kosovo debería posponer la fecha límite. Goran Rakić, líder de la Lista serbia, se reunió con Vučić el 27 de octubre. Durante una conferencia de prensa, Rakić declaró que "si Kosovo comienza a imponer la confiscación de vehículos y placas de matrícula, utilizaremos todos los medios en su contra", pero aseguró que solo se utilizarían "todos los medios democráticos y pacíficos". Kurti se negó a posponer la fecha límite, aunque el 28 de octubre anunció una implementación gradual del cambio de matrículas hasta el 21 de abril. También agregó que los autos con placas emitidas por Serbia serán "reprendidos, luego multados y luego obligados a colocar placas de prueba en sus autos".

### Noviembre
Los representantes políticos serbios anunciaron la retirada de todos los serbokosovares de las instituciones gubernamentales, incluidas las administraciones municipales, los tribunales, las fuerzas del orden y el parlamento kosovar, en protesta por las medidas recientes. Oficiales de policía kosovares de ascendencia serbia fueron posteriormente televisados presentando sus renuncias mientras varios miles de manifestantes serbios en North Mitrovica exigían la formación de una Comunidad de Municipios Serbios y la anulación inmediata de la nueva política de licencias.
El 6 de noviembre, el ministro de Relaciones Exteriores de Serbia, Ivica Dačić, dijo que una propuesta presentada por Francia y Alemania que ofrecía a Serbia una vía más rápida para ingresar en la UE a cambio de la membresía de Kosovo en las Naciones Unidas fue rechazada con el argumento de que "parte del precedente de que la independencia de Kosovo es ya una conclusión inevitable" y que "Serbia no puede aceptar eso".
El presidente de la República Srpska, Milorad Dodik, declaró que la entidad bosnia de la República Srpska está "lista para ayudar al pueblo serbio en Kosovo, incluso más allá de su capacidad".
El primer ministro kosovar, Albin Kurti, acusó a Serbia de "sabotaje" e instó a los serbios a no "boicotear o abandonar las instituciones de Kosovo".

### Diciembre

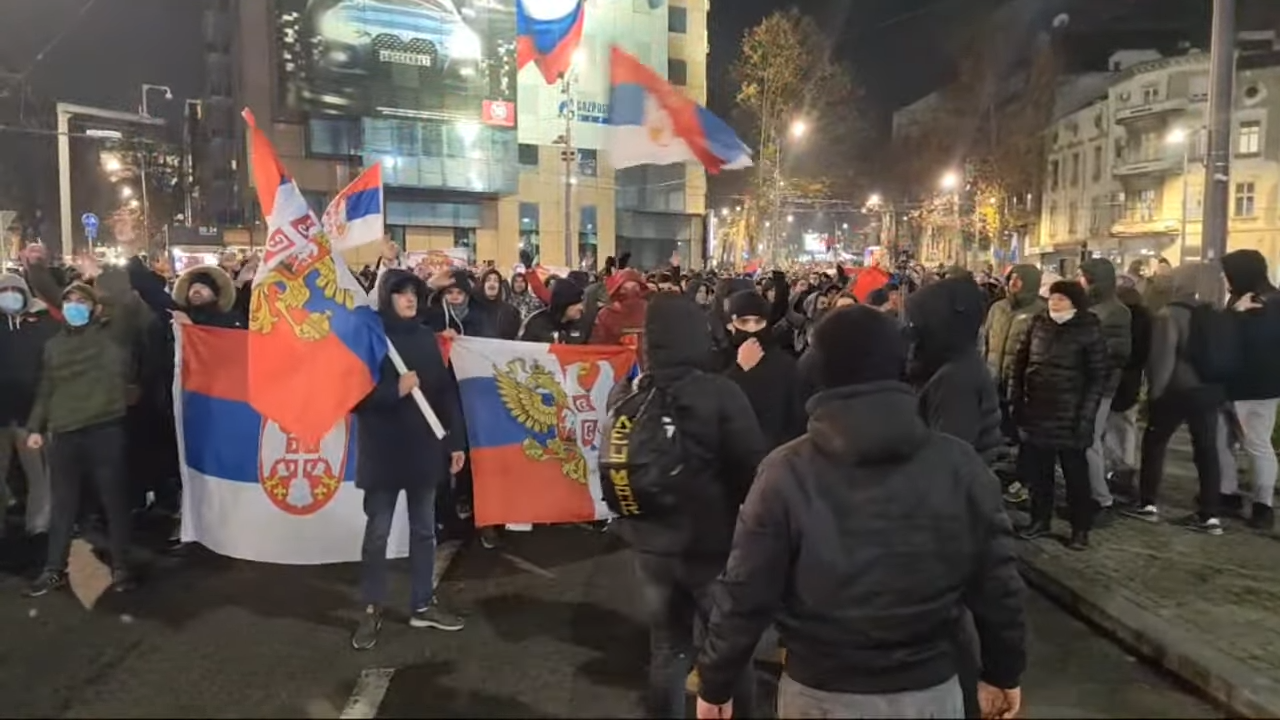
Protestas en apoyo de los serbios de Kosovo en Belgrado el 12 de diciembre de 2022

El 9 de diciembre, la primera ministra serbia, Ana Brnabić, dijo que Serbia estaba cerca de desplegar sus tropas en el norte de Kosovo después de afirmar que las vidas de la minoría serbia estaban "siendo amenazadas" y que la Fuerza de Kosovo dirigida por la OTAN "no estaba protegiéndolos".
El 12 de diciembre se llevó a cabo en Belgrado una protesta ultranacionalista en apoyo de los serbokosovares; los manifestantes corearon consignas como "Kosovo es Serbia" y quemaron banderas de Kosovo. A la protesta asistieron grupos de extrema derecha como Dveri, Patrulla Popular y Serbian Right. El mismo día, Borrell anunció que la Unión Europea reforzaría EULEX, que se encarga de patrullar el norte de Kosovo. Escobar declaró el 13 de diciembre que "Estados Unidos está en contra de que Serbia envíe fuerzas militares a Kosovo". Después de una reunión con Kurti el mismo día, Lajčák dijo que "las barricadas deberían eliminarse con un acuerdo político, en lugar de con excavadoras", mientras que Escobar dijo que espera un acuerdo con respecto a la Comunidad de Municipios Serbios.El 14 de diciembre, Kosovo firmó formalmente una solicitud para obtener el estatus de candidato a miembro de la Unión Europea, y Vučić afirmó que Kosovo violó el Acuerdo de Washington al firmar la solicitud. Serbia envió una solicitud a la KFOR para el despliegue de 1.000 fuerzas militares y policiales serbias el 16 de diciembre. La Patrulla Popular y otros grupos de extrema derecha organizaron otra protesta el 18 de diciembre, aunque esta vez en el cruce fronterizo de Jarinje. Los manifestantes fueron detenidos por la KFOR después de intentar pasar por el cruce fronterizo.
Los serbios de Kosovo organizaron una protesta masiva cerca de Zvečan el 22 de diciembre.En la protesta, Rakić exigió al gobierno "liberar a todos los serbios arrestados y retirar a la policía de Kosovo del norte de la región". El 25 de diciembre se produjo un tiroteo en Zubin Potok después de que la policía de Kosovo supuestamente intentara quitar las barricadas de una carretera cercana. La policía de Kosovo lo negó, sin embargo, la KFOR confirmó que se produjeron algunos tiroteos cerca de sus patrullas. Poco después, se formaron más barricadas cerca de North Mitrovica y el cruce fronterizo de Merdare, mientras que Miloš Vučević, el ministro de defensa de Serbia, anunció que las fuerzas del ejército serbio estaban "en el más alto nivel de alerta", con la orden de Vučić.  Debido a las barricadas, el gobierno de Kosovo cerró el paso fronterizo de Merdare el 28 de diciembre. El mismo día, se anunció que Pantić fue condenado a arresto domiciliario.

## 2023

### Enero
el 8 de enero la KFOR anunció que había rechazado la solicitud de Serbia de desplegar hasta 1.000 fuerzas militares y policiales serbias en Kosovo del norte.,El 23 de enero, la policía de Kosovo disparó contra un automóvil en la carretera Mitrovica-Leposavić, hiriendo a un serbio; La policía de Kosovo afirmó que el automóvil previamente "golpeó un coche de policía, poniendo la vida de un oficial de policía en peligro directo".

### Febrero
Después de las negociaciones con Lajčák el 6 de febrero, Kurti anunció que aceptaría la propuesta franco-alemana, afirmando que "sería una buena base para futuras negociaciones". ]  Además, Kurti declaró que "la formación de la Comunidad de Municipios Serbios sólo será posible después del reconocimiento mutuo de Serbia".

### Abril
El 10 de abril, un civil serbio resultó herido de bala mientras conducía cerca de un puesto de control de la policía de Kosovo. La policía inicialmente negó que el tiroteo hubiera ocurrido, pero horas después, cuatro oficiales fueron arrestados y puestos bajo custodia durante 48 horas, uno por abrir fuego y tres por no denunciar el incidente. En protesta por los recientes acontecimientos, la población serbia del norte de Kosovo boicoteó las elecciones locales del 23 de abril de 2023, que originalmente debían celebrarse en diciembre anterior pero se pospusieron. Los funcionarios electorales kosovares instalaron contenedores de envío junto a las carreteras y los utilizaron como centros de votación improvisados custodiados por miembros fuertemente armados de la Policía de Kosovo.  De los 45.000 votantes elegibles, sólo se emitieron 1.567 votos, lo que representa una participación del 3,47 por ciento, la más baja en la historia de Kosovo. A pesar de la baja participación, los funcionarios estadounidenses anunciaron que reconocerían los resultados.  Como resultado del boicot, se eligieron alcaldes de etnia albanesa en los cuatro municipios. El partido Vetëvendosje del primer ministro de Kosovo, Albin Kurti, ganó las elecciones a la alcaldía en Mitrovica del Norte y Leposavić, mientras que los candidatos del opositor Partido Democrático de Kosovo fueron declarados ganadores en Zvečan y Zubin Potok.

### Mayo
El 26 de mayo de 2023, la policía de Kosovo tomó el control de los edificios municipales de Zvečan, Zubin Potok y Leposavić por la fuerza, con el fin de permitir que los alcaldes electos, con quienes los serbios se habían negado a cooperar, asumieran el cargo. Una semana antes, en Mitrovica septentrional, la transición se llevó a cabo pacíficamente. Los manifestantes se habían reunido frente a los edificios municipales. Un disturbio civil tuvo lugar en Zvečan, durante el cual los manifestantes intentaron sin éxito impedir que la policía escoltara al alcalde dentro. Diez manifestantes fueron atendidos por heridas leves e inhalación de gas lacrimógeno, mientras que cinco policías recibieron heridas leves. Serbia declaró que sus fuerzas armadas han elevado el nivel de preparación para el combate y se han acercado a la frontera.  La decisión de las autoridades kosovares de utilizar la fuerza para instalar a los alcaldes fue condenada por los Estados Unidos y la UE.
El 29 de mayo de 2023, estallaron protestas en Kosovo que causaron múltiples heridos, incluidos 25 soldados de mantenimiento de la paz de la OTAN que eran de Hungría e Italia. Hasta 50 serbios también resultaron heridos.

### Julio
El 11 de julio, Kosovo anunció una reducción de una cuarta parte de las fuerzas especiales de policía frente a los edificios municipales septentrionales, así como nuevas elecciones a la alcaldía de Kosovo septentrional. 
El 31 de julio, el hospital de Mitrovica Septentrional anunció que se enfrentaba a una escasez de alimentos y suministros médicos debido al cierre de los pasos fronterizos con Serbia, que era su principal proveedor, advirtiendo además de que pronto podrían enfrentarse a un desastre humanitario. 

### Septiembre
El 24 de septiembre de 2023, un grupo de unos 30 militantes serbios y serbios de Kosovo armados emboscaron unidades de la Policía de Kosovo en la aldea de Banjska, Zvečan, Kosovo Septentrional, con un saldo de un policía muerto y otros dos heridos. A continuación, el grupo armado entró en el monasterio de Banjska, donde se alojaban peregrinos de Novi Sad, y se atrincheró en su interior antes de que las fuerzas especiales de Kosovo entraran y despejaran el monasterio. Al menos tres de los hombres armados murieron y la policía kosovar detuvo a otros seis. 

### Octubre
Las reuniones celebradas en Bruselas entre Serbia y Kosovo en octubre no lograron ningún progreso, ya que Kosovo alegó que Serbia no había firmado el acuerdo de febrero ni el plan de aplicación, mientras que Serbia reiteró que no podía aceptar la independencia de Kosovo ni la adhesión de Kosovo a la ONU. 